# 루위아어

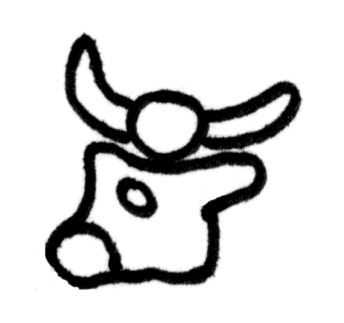

루위아어 또는 루비아어는 아나톨리아어파에 속한 현재는 사멸한 언어 중의 하나이다. 같은 아나톨리아어파의 히타이트어와 밀접한 관계를 가지고 있다. 히타이트어가 쓰인 지역의 서부와 남서부 일대에 해당하는 루위아(후에 리디아, 루디아) 지역에서 널리 쓰였다. 또한 리키아어의 직접적인 조어이거나 조어와 많은 영향을 주고 받았다고 여겨지며, 트로이인들이 썼던 것으로 추정되는 언어 중 하나이다.
루비아어는 히타이트어어와 밀접한 연관이 있으며 히타이트 서남부의 아르자와인들이 쓰던 말이다. 히타이트 법전과 같은 오래된 문헌에 아르자와와 키주와트나를 포함한 루바이어를 쓰던 영역은 루위아라고 불렸다. 히타이트시대 후에는 아르자와 의 영역은 리디아로 알려지게 되었다(아시리아어 루두, 그리스어 Λυδία). 루바이어는 리키아어의 직계이거나 리키아어와 관련이 깊다. 루바이어는 티레니안 어와 함께 트로이에서 사용된 언어의 한 후보이다.
이 고향에서 루바이어 사용자는 점점 아나톨리아 전체로 확산되어 기원전 1180년 히타이트 제국의 함락에 기여하는 요소가 되었다. 그때 이미 그곳에서 루바이어는 폭넓게 사용되었다. 루바이어는 시리아의 밀리드와 카르케미시뿐만 아니라 타발의 중앙 아나톨리아 왕국과 같은 기원전 900년에 번영한 신히타이트 국에서 쓰이는 말이었다. 루바이어는 설형문자와 히에로글리프 루바이어의 두 형태로 보존되었다.